# IC 4881
IC 4881 ist eine Balken-Spiralgalaxie vom Hubble-Typ SBbc im Sternbild Teleskop am Südsternhimmel. Sie ist schätzungsweise 237 Millionen Lichtjahre von der Milchstraße entfernt und hat einen Durchmesser von etwa 65.000 Lj. 

Im selben Himmelsareal befinden sich u. a. die Galaxien IC 4880, IC 4882, IC 4883.
Das Objekt wurde am 17. September 1901 von DeLisle Stewart entdeckt.